# Stawno (powiat myśliborski)
Stawno – kolonia w zachodniej Polsce, położona w województwie zachodniopomorskim, w powiecie myśliborskim, w gminie Nowogródek Pomorski.
W 2002 r. kolonia miała 23 mieszkańców.
W latach 1975–1998 miejscowość administracyjnie należała do województwa gorzowskiego.
Do 2003 roku kolonia nazywała się Sławno.